# مون سن-میشل
مون سَن-میشِل کمونی در فرانسه است که در دپارتمان مانش در ناحیه نرماندی، و در شمال غربی این کشور واقع شده است. نام این کمون از جزیره خرد صخره‌ای، به نام سن-میشل، که قلعه مون سن-میشل در آن قرار دارد گرفته شده است.
معماری مون سن-میشل و خلیج آن باعث شده است که این کمون به پربازدیدترین منطقه در ناحیه نرماندی، و یکی از ده منطقه برتر توریستی در فرانسه تبدیل شود. به طور میانگین سالانه حدود ۲/۵ میلیون توریست از این منطقه بازدید می‌کنند ( ۳٫۲۵۰٫۰۰۰ در سال  ۲۰۰۶ و ۲٫۳۰۰٫۰۰۰ در سال  ۲۰۱۴).